# Фрейкер, Уильям
Уильям Фрейкер (англ. William Fraker; род. 29 сентября 1923 — 31 мая 2010) — американский кинооператор.

## Биография
Родился 29 сентября 1923 года в Лос-Анджелесе. Во время Второй мировой войны Уильям Фрейкер служил в береговой охране. После службы поступил в Университет Южной Калифорнии, где изучал кинематограф. Во время обучения подружился с однокурсником Конрадом Холлом. В 1951 году окончил обучение со степенью бакалавра. С 1956 года начал работать помощником оператора, а в 1961 году дебютировал как основной кинооператор. Работал добавочным оператором на фильме «Пролетая над гнездом кукушки» за который был номинирован на премию BAFTA наравне с основным кинооператором Хаскеллом Уэкслером и вторым добавочным оператором Биллом Батлером. В том же качестве работал на фильме «Близкие контакты третьей степени».
Состоял в Американском обществе кинооператоров с 1968 года, а также был их президентом с 1979 по 1980, в 1984, и с 1991 по 1993 год.
Умер 31 мая 2010 года в медицинском центре Cedars-Sinai в Лос-Анджелесе.

## Избранная фильмография
- 1966 — Инкуб / Incubus (реж. Лесли Стивенс)
- 1967 — Игры / Games (реж. Куртис Харрингтон)
- 1967 — Лис / The Fox (реж. Марк Райделл)
- 1968 — Ребёнок Розмари / Rosemary’s Baby (реж. Роман Полански)
- 1968 — Буллит / Bullitt (реж. Питер Йетс)
- 1969 — Золото Калифорнии / Paint Your Wagon (реж. Джошуа Логан)
- 1973 — День дельфина / The Day of the Dolphin (реж. Майк Николс)
- 1975 — Чернокожие / Coonskin (реж. Ральф Бакши)
- 1977 — Изгоняющий дьявола 2 / Exorcist II: The Heretic (реж. Джон Бурмен)
- 1977 — В поисках мистера Гудбара / Looking For Mr.Goodbar (реж. Ричард Брукс)
- 1978 — Небеса могут подождать / Heaven Can Wait (реж. Уоррен Битти)
- 1979 — Тысяча девятьсот сорок первый / 1941 (реж. Стивен Спилберг)
- 1981 — Команда Шарки / Sharky’s Machine (реж. Бёрт Рейнольдс)
- 1983 — Военные игры / WarGames (реж. Джон Бэдэм)
- 1984 — Протокол / Protocol (реж. Герберт Росс)
- 1985 — Любовь Мёрфи / Murphy’s Romance (реж. Мартин Ритт)
- 1987 — Воровка / Burglar (реж. Хью Уилсон)
- 1989 — Шансы есть / Chances Are (реж. Эмиль Ардолино)
- 1989 — Невиновный / An Innocent Man (реж. Питер Йетс)
- 1990 — Первокурсник / The Freshman (реж. Эндрю Бергман)
- 1992 — Исповедь невидимки / Memoirs of an Invisible Man (реж. Джон Карпентер)
- 1992 — Медовый месяц в Лас-Вегасе / Honeymoon In Vegas (реж. Эндрю Бергман)
- 1993 — Тумстоун: Легенда Дикого Запада / Tombstone (реж. Джордж Косматос)
- 1994 — Моя красотка / There Goes My Baby (реж. Флойд Матракс)
- 1994 — Уличный боец / Street Fighter (реж. Стивен Е. де Соуза)
- 1995 — Отец невесты 2 / Father Of The Bride Part 2 (реж. Чарлз Шайер)
- 1996 — Остров доктора Моро / The Island of Dr. Moreau (реж. Джон Франкенхаймер)
- 2000 — Правила боя / Rules of Engagement (реж. Уильям Фридкин)
- 2001 — Город и деревня / Town & Country (реж. Питер Челсом)
- 2002 — Проснувшись в Рино / Waking Up in Reno (реж. Джордан Брэйди)

## Награды и номинации
- Лауреат премии Национального общества кинокритиков США в 1970 году за лучшую операторскую работу в фильме «Буллит»[8]
- Лауреат премии Американского общества кинооператоров в 1999 году за жизненные достижения[9]
- Лауреат премии Международного фестиваля искусства кинооператоров «Camerimage» в 2003 году за жизненные достижения[10]
- Премия «Оскар» за лучшую операторскую работу
  - номинировался в 1978 году за фильм «В поисках мистера Гудбара»[11]
  - номинировался в 1979 году за фильм «Небеса могут подождать»[12]
  - номинировался в 1980 году за фильм «Тысяча девятьсот сорок первый»[13]
  - номинировался в 1984 году за фильм «Военные игры»[14]
  - номинировался в 1986 году за фильм «Любовь Мёрфи»[15]
- Премия BAFTA за лучшую операторскую работу
  - номинировался в 1970 году за фильм «Буллит»[16]
  - номинировался в 1977 году за фильм «Пролетая над гнездом кукушки» совместно с Хаскеллом Уэкслером и Биллом Батлером[17]
- Номинировался на премию «Оскар» за лучшие визуальные эффекты в 1980 году за фильм «Тысяча девятьсот сорок первый» совместно с А. Д. Флауэрсом и Грегори Джейном[13]
- Номинировался на премию BAFTA за лучшие визуальные эффекты в 1984 году за фильм «Военные игры» совместно с Майклом Л. Финком, Джо Дигетано, Джеком Куперманом, Доном Хансардом и Колином Кэнтуэллом[18]